# Balatonudvari
Het dorp Balatonudvari ligt in Hongarije aan de noordzijde van het Balatonmeer en ligt 12 km ten westen van Tihany.
Balatonudvari is geen echte badplaats. Er staan aardige boerenwoningen. Evenals in alle kleine dorpen zijn hier gemarkeerde wandelroutes. Bijna overal aan de noordkant van het Balatonmeer liggen er stenen langs de oever. Daarom staan er steigers met ladders om de baders gemakkelijker in en uit het water te gaan.
Er rijdt een stoomtrein langs de Balatondorpen en -stadjes. Deze stoomtreinen rijden speciaal voor het toerisme aldaar, en tevens als vaste trafiek in samenwerking met het Hongaarse spoorwegennet (Magyar Vosúti). Het Hongaarse spoorwegtrafiek is tevens elektrisch aangedreven, alsook dieseltreinen, en voor de toeristische sector neemt men nog stoomtreinen voor de nostalgie.